# Niedźwiedź polarny
Niedźwiedź polarny, niedźwiedź biały (Ursus maritimus) – gatunek dużego ssaka drapieżnego z rodziny niedźwiedziowatych, zamieszkującego Arktykę. Jest drapieżnikiem szczytowym w zasięgu swojego występowania. Grube futro i warstwa tłuszczu chronią go przed zimnem. Włosy tworzące sierść niedźwiedzia są półprzezroczyste; sierść jako całość ma zazwyczaj kolor biały lub kremowy, przez co umożliwia zwierzęciu dobry kamuflaż. Skóra ma barwę czarną. Niedźwiedź polarny ma krótki ogon i małe uszy, co pomaga mu redukować utratę ciepła. Stosunkowo mała głowa i długie, zwężające się ku tyłowi ciało nadają mu opływowy kształt przydatny do pływania. Jest ssakiem prowadzącym niemal morski tryb życia, potrzebującym do przetrwania jedynie kawałka pływającego lodu i żywności znajdowanej w wodzie oraz miejsca do urodzenia i odchowania młodych. Jego systematyczna (łacińska) nazwa Ursus maritimus oznacza „niedźwiedź morski”. Przystosował się do życia na lądzie, morzu i lodzie.
Naukowcy, w tym klimatolodzy, uważają, że zanikanie lodu morskiego w wyniku globalnego ocieplenia może być znaczącym czynnikiem zmniejszającym możliwości przetrwania tego gatunku jeszcze w ciągu XXI wieku. Systematyczne badania prowadzone przez International Union for the Conservation of Nature w latach 2005–2009 wykazały, że w 8 z 19 znanych subpopulacji niedźwiedzia polarnego liczba osobników spadła, w 1 wzrosła, a w 3 była stała. Brak jest danych wystarczających do zaklasyfikowania pozostałych siedmiu.
Nowsze oszacowania populacji wskazują, że w 2013 roku spośród 13 kanadyjskich populacji niedźwiedzi polarnych, 12 wykazywało sytuację stabilną lub wzrost liczby osobników, a tylko w 1 liczba osobników spadła.

## Charakterystyka

### Wielkość i masa ciała
Niedźwiedzie polarne to jedne z największych niedźwiedzi. Obok kodiaka są obecnie największymi żyjącymi drapieżnikami lądowymi. Samce mogą ważyć dwa razy tyle co tygrys syberyjski. Większość dorosłych samców waży 300–700 kg i osiąga długość 2,4–3,0 m. Wysokość w kłębie samca niedźwiedzia to natomiast 1,3–1,5 m. Stojąc pionowo, dorosły samiec może osiągnąć wysokość do 3,35 m. Samica jest zwykle ok. dwa razy mniejsza i waży w granicach 150–300 kg, mierząc 1,9–2,1 m długości. Po urodzeniu młode niedźwiadki ważą tylko 600-700 g. Największym opisanym niedźwiedziem był rekordowy duży samiec ważący 1002 kg, zabity w Kotzebue Sound w północno-wschodniej Alasce w 1960. Przy stosunkowo małej i wąskiej głowie u niedźwiedzi czoło przebiega w niemal prostej linii do grzbietu nosa. Szyja niedźwiedzia jest stosunkowo długa, a uszy małe i okrągłe. Stopy są długie (około 30 cm) i bardzo szerokie (około 25 cm), palce częściowo spięte błoną pławną, która podczas pływania pełni funkcję płetw. Mocne, krótkie i ostre pazury są przydatne do przytrzymywania zdobyczy.

### Futro i skóra

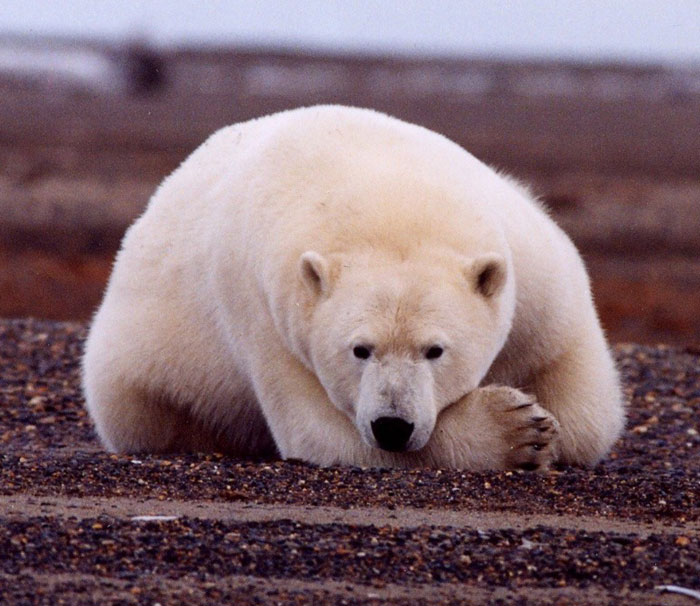
Leżący niedźwiedź polarny

Futro niedźwiedzia polarnego nie jest białe, tylko przezroczyste. Tworzą je tysiące włosów wypełnionych powietrzem, które chronią go przed zimnem. Światło odbija się od futra, dając wrażenie, że jest białe. Skóra niedźwiedzia polarnego jest czarna, dzięki czemu pochłania promienie słoneczne, które ogrzewają jego ciało. Z wiekiem futro żółknie. Futro działa jak miniaturowa szklarnia, która zamienia światło słoneczne na ciepło potrzebne do ogrzania ciała, pochłaniane przez czarną skórę niedźwiedzia.
Zesztywniałe włosy na poduszeczkach jego łap zapewniają izolację w trakcie chodzenia po śniegu i lodzie. W odróżnieniu od innych ssaków Arktyki, niedźwiedzie polarne nie zmieniają latem swojego futra na ciemniejsze.
Kiedyś przypuszczano, że włosy futra służyły jako włókno optyczne przewodzące światło do czarnej skóry, gdzie mogło być pochłaniane – hipoteza ta została obalona przez niedawne badania. Gruby podszerstek pełni rolę izolacyjną: niedźwiedzie polarne zbytnio przegrzewają się przy temperaturach wyższych niż 10 °C, są niemal niewidoczne na fotografiach w podczerwieni; zaobserwować można tylko oddech i pysk.
Futro niedźwiedzi trzymanych w niewoli w ciepłych i wilgotnych warunkach nabiera bladozielonego zabarwienia. Jest to spowodowane rozwijaniem się glonów we włosach – w wyjątkowo gorących warunkach, puste rurki włosów dostarczają doskonałego schronienia glonom. Wprawdzie glony są niegroźne dla niedźwiedzi, ale przysparza to kłopotów ogrodom zoologicznym i zwierzęta są czasami kąpane w roztworze soli albo łagodnym roztworze nadtlenku wodoru w celu przywrócenia włosom białego koloru.

## Ewolucja

### Specjacja
Linie rozwojowe szopów i niedźwiedzi rozdzieliły się około 30 milionów lat temu. Andoniedźwiedź okularowy oddzielił się od innych niedźwiedzi około 13 milionów lat temu. Sześć odrębnych gatunków niedźwiedzi pojawiło się około 5 milionów lat temu. Zarówno odkryte dotychczas skamieniałości, jak i badania DNA wskazują na to, że niedźwiedź polarny oddzielił się od niedźwiedzia brunatnego około 300-250 tysięcy lat temu, a powodem tego były zmiany klimatyczne. Skamieniałości pokazują, że zęby trzonowe niedźwiedzia polarnego znacząco zmieniły się na typowe dla mięsożerców w porównaniu z zębami niedźwiedzia brunatnego około 10-20 tysięcy lat temu.
Niedźwiedzie polarne mogą dawać płodne krzyżówki z niedźwiedziami brunatnymi, co sugeruje, że obydwa gatunki są bardzo blisko spokrewnione, ale fakt, że żaden gatunek nie może przeżyć długo w niszy drugiego oraz różnice w morfologii, metabolizmie, zachowaniu i inne cechy fenotypowe powodują, że obydwa niedźwiedzie są klasyfikowane jako oddzielne gatunki.
W powszechnie cytowanym artykule wydanym w 1996 porównano mitochondrialny DNA różnych populacji niedźwiedzi brunatnych, dzięki czemu wykazano, że niedźwiedzie brunatne Alaski z wysp Admiralicji, Cziczagowa i Baranowa oddzieliły się niedawno, a ich wspólny przodek jest bardziej spokrewniony z niedźwiedziami polarnymi niż z jakimikolwiek innymi populacjami niedźwiedzi brunatnych na świecie.
Dwa gatunki niedźwiedzi posiadają również mniej widoczne wspólne cechy. Niedźwiedzie polarne mają wciąż HIT (hibernation induction trigger) we krwi, ale nie wykorzystują go do zapadania w sen zimowy, jak robią to niedźwiedzie brunatne. Od czasu do czasu mogą wchodzić w stan uśpienia (szczególnie samice w ciąży), chociaż ich temperatura ciała nie spada podczas tego okresu co jest typowe u ssaków we śnie zimowym.

### Podgatunki i populacje
Wiele źródeł nie podaje żadnych podgatunków niedźwiedzi polarnych, podczas gdy inne rozpoznają dwa –  Ursus maritimus maritimus i Ursus maritimus marinus. Liczba wskazywanych populacji jest również różna u różnych autorów. The IUCN/SSC Polar Bear Specialist Group (PBSG), wybitne międzynarodowe naukowe ciało zajmujące się badaniami niedźwiedzi polarnych rozpoznaje dwadzieścia populacji. Inni z kolei naukowcy rozpoznają sześć wyraźnych populacji.
- Wyspa Wrangla i zachodnia Alaska
- Północna Alaska
- Kanadyjski archipelag Arktyczny
- Grenlandia
- Svalbard-Ziemia Franciszka Józefa
- Północno-centralna Syberia

## Zasięg występowania

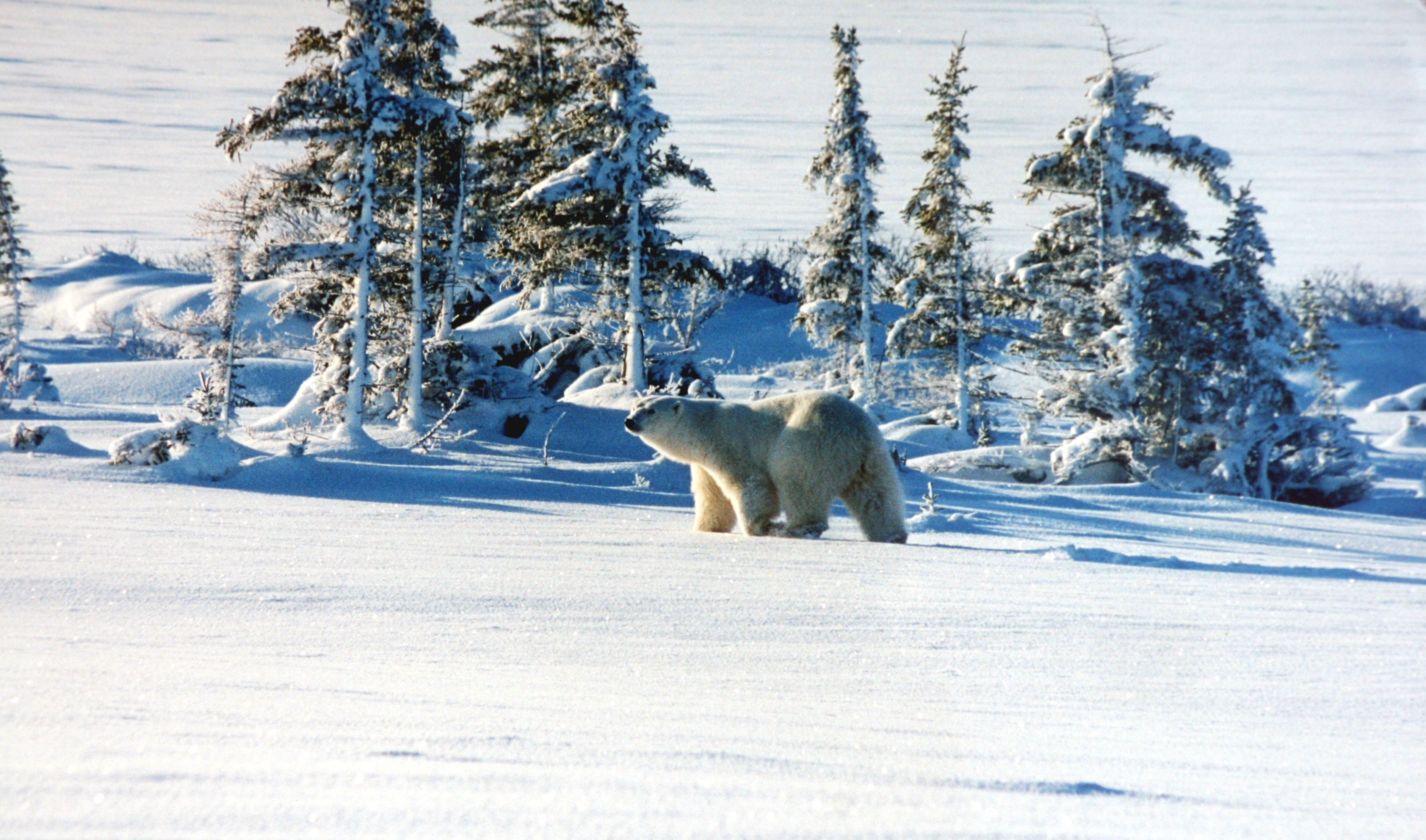
Niedźwiedź polarny w Churchill, porcie leżącym nad Zatoką Hudsona, na terenie kanadyjskiej prowincji Manitoba.

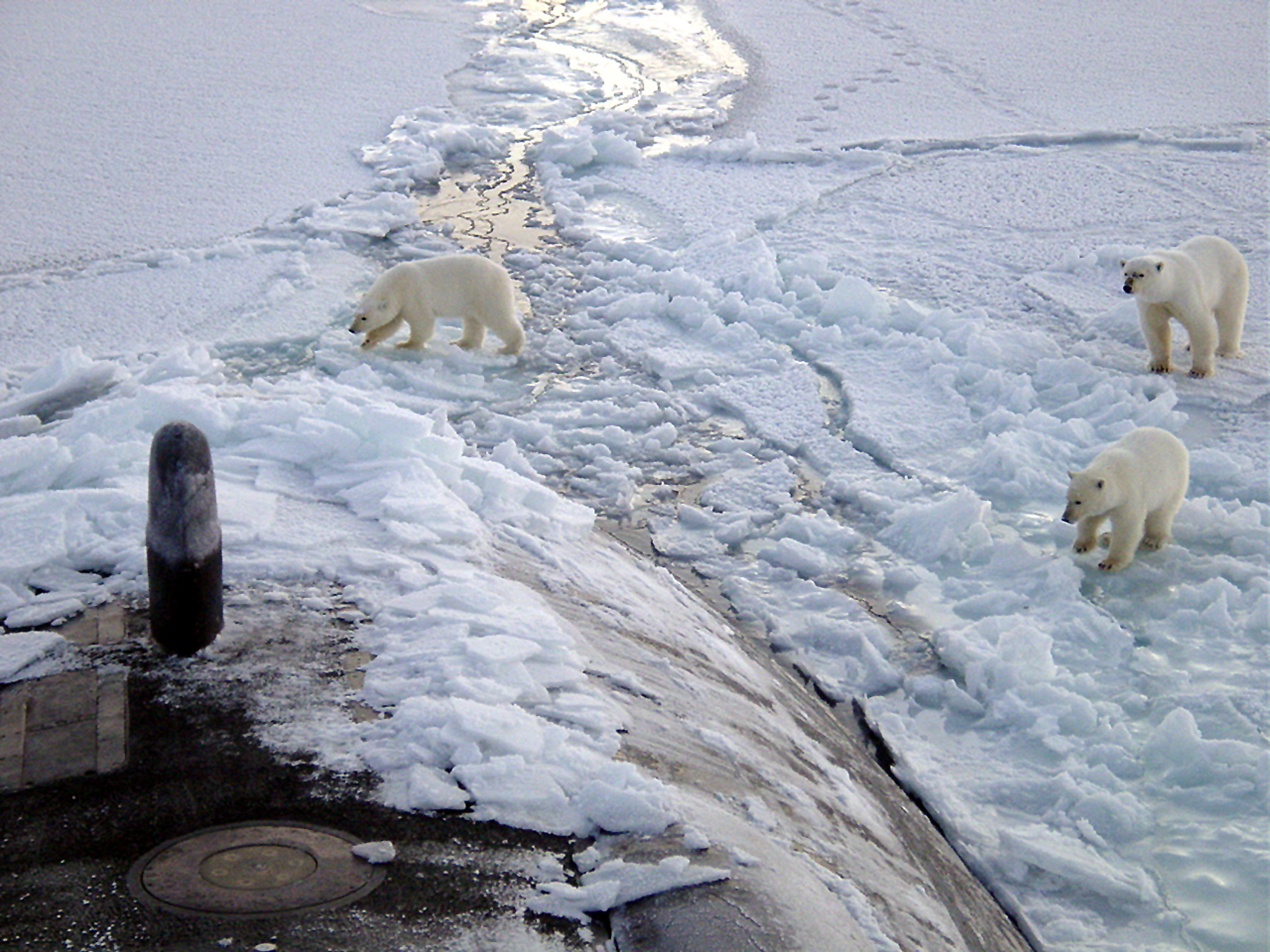
Trzy niedźwiedzie polarne badają okręt podwodny USS Honolulu 450 km od bieguna północnego

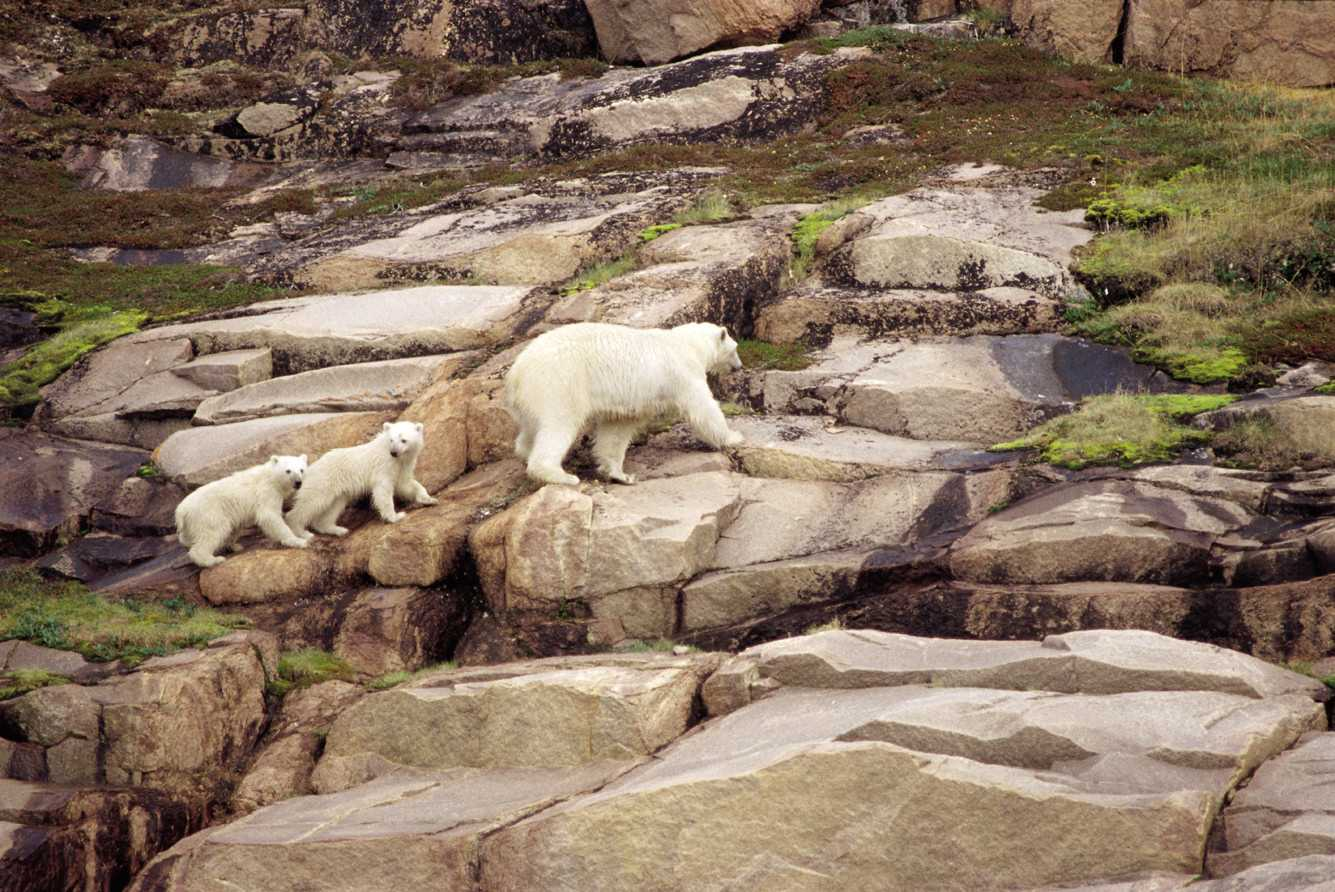
Matka i dwa młode wspinające się po Guillemot Island, Ukkusiksalik National Park

Chociaż przebywa na lądzie i lodzie, niedźwiedź polarny jest postrzegany jako ssak morski z powodu ścisłych związków z morzem. Jest gatunkiem występującym wokół bieguna północnego, na lodach Oceanu Arktycznego oraz północnego Atlantyku i wokół niego, z zasięgiem ograniczonym od południa przez obszar występowania lodu, najdalej na południe do James Bay w Kanadzie.
Chociaż ich liczebność spada na północ od 88 stopni, są dowody na występowanie niedźwiedzi polarnych na całym obszarze Arktyki. Populacja jest szacowana na 20 000 do 25 000 osobników. Występowanie jest ograniczone przez dostępność lodu morskiego, którego używają do polowania na foki stanowiące podstawę ich diety. Niszczenie środowiska naturalnego w Arktyce grozi wyginięciem tego gatunku niedźwiedzi.

## Tryb życia
Niedźwiedzie polarne spędzają większość roku wzdłuż skutych lodem brzegów. Najchętniej przebywają na terenie łączącym części oblodzone z otwartymi wodami i ziemią wzdłuż wybrzeża. Niedźwiedzie polarne wiodą samotniczy tryb życia i pokonują duże obszary terenu. Spotykają się tylko przy padlinie i w okresie rozmnażania. Niedźwiedzie są znakomitymi pływakami. Płynąc, posługują się przednimi łapami i mogą osiągnąć szybkość do około 10 km/h. Nurkują z otwartymi oczami i zamkniętymi nozdrzami. Potrafią wytrzymać pod powierzchnią wody do 2 min. Niedźwiedzie polarne żyją średnio 15-18 lat. W niewoli najdłużej żyła niedźwiedzica Debby, w ogrodzie zoologicznym w Winnipeg – dożyła 42 lat.

### Pokarm i strategia polowania
Niedźwiedź polarny jest najbardziej mięsożernym członkiem rodziny niedźwiedziowatych i jednym z najczęściej polujących na ludzi; ma znakomity węch. Głównym jego pożywieniem są foki, szczególnie nerpy, na które poluje, czatując przy otworach lodowych, przez które foki łapią powietrze, lub skrada się do sztuk leżących na lodzie. Drapieżnik zabija je jednym uderzeniem łapy. Zimą poluje także na ptaki, gryzonie, skorupiaki, kraby, białuchy, młode morsy, okazjonalnie piżmowoły lub renifery i bardzo rzadko na inne niedźwiedzie polarne.

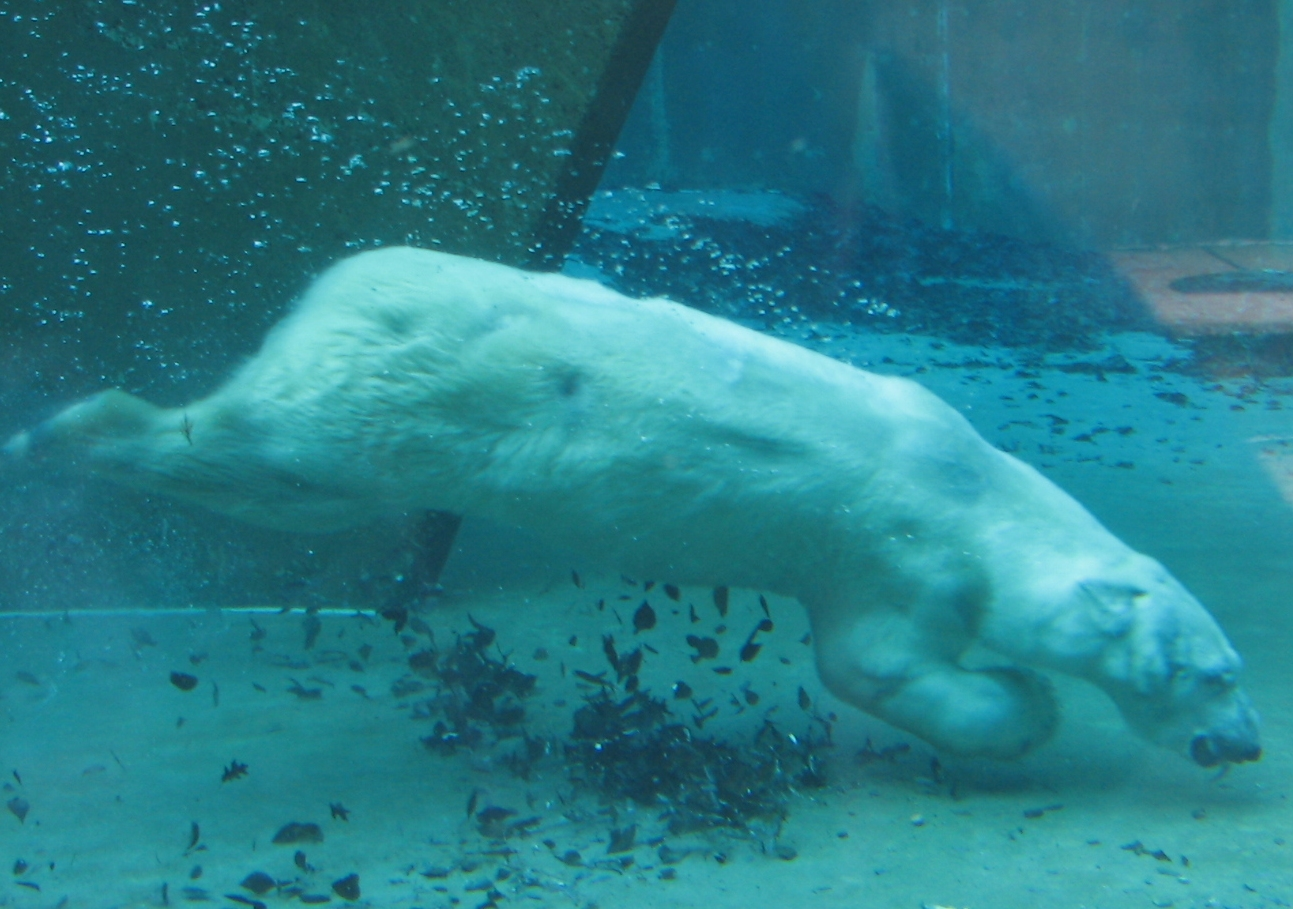
Niedźwiedź polarny pływający w zoo

Renifery i piżmowoły łatwo uciekają niedźwiedziom polarnym, ponieważ niedźwiedź w biegu szybko się przegrzewa, dlatego jego pożywieniem są prawie wyłącznie foki i młode morsy. Żywi się też padliną morsów i wielorybów, kiedy późnym latem i wczesną jesienią patroluje wybrzeże. Przy jednej padlinie może gromadzić się od 10 do 20 niedźwiedzi. W ciągu roku w poszukiwaniu pokarmu niedźwiedź polarny pokonuje około 15 tys. km. By przeżyć, musi zabić średnio 50-75 fok rocznie. Niedźwiedzie rzadko zabijają dorosłe morsy, które są od nich dwukrotnie cięższe, jednak takie sytuacje także są znane. Ludzie i większe osobniki ich własnego gatunku są jedynymi drapieżnikami zabijającymi niedźwiedzie.
Jako drapieżnik, który w znacznym stopniu żywi się innymi ssakami drapieżnymi zjadającymi ryby, niedźwiedź polarny spożywa wielkie ilości witaminy A, która jest przechowywana w jego wątrobie. W przeszłości ludzie truli się, zjadając niedźwiedzią wątrobę. Chociaż niedźwiedzie są głównie drapieżnikami, latem ich dieta staje się bardziej urozmaicona. Spożywają wtedy małe ssaki, ptaki zakładające gniazda na ziemi, jaja, lisy polarne, małe gryzonie, jak również jagody, korzenie, listownicowce, wodorosty, trawy, małże i mchy.
Niedźwiedzie polarne są znakomitymi pływakami, zaobserwowano osobniki na pełnych wodach arktycznych, ponad 90 km od lądu. Potrafią także nurkować. W niektórych przypadkach spędzają połowę czasu na krach lodowych. Ich dwunastocentymetrowej grubości warstwa tłuszczu oprócz właściwości izolacyjnych dodaje im elastyczności. Od niedawna w poszukiwaniu pokarmu muszą pływać dłużej niż zazwyczaj, z powodu regresji lodów od 2005 r.
Niedźwiedzie polarne są agresywne, ciekawe i potencjalnie niebezpieczne dla człowieka. Dzikie niedźwiedzie polarne w przeciwieństwie do innych niedźwiedzi nie boją się ludzi. Szybko starają się ocenić przydatność każdego napotkanego zwierzęcia do spożycia.
Tak jak inne gatunki niedźwiedzi, lubią odpady powstające w wyniku ludzkiej ingerencji w środowisko. Na wysypisku w Churchill zaobserwowano, że często wygrzebują smar i olej silnikowy.

### Rozród
Niedźwiedzie polarne są samotnikami, łączą się w pary na krótko, w kwietniu lub maju. W tym czasie samce przemierzają duże przestrzenie w poszukiwaniu bezdzietnych samic, o które toczą zacięte walki. Samice opiekują się potomstwem co najmniej 2 lata i w tym czasie nie zachodzą w ciążę. W październiku i listopadzie niedźwiedzie wygrzebują legowiska najczęściej od strony południowej, w usypanych przez północne wiatry ogromnych zaspach śnieżnych.
Wszystkie niedźwiedzie potrafią wygrzebać swe legowiska, ale zazwyczaj tylko ciężarne samice zapadają w nich w sen na dłuższe okresy. Dojrzałość płciową niedźwiedzie osiągają w wieku 3-5 lat. Ciąża, która trwa 195-265 dni, zazwyczaj kończy się wydaniem na świat dwójki potomstwa, które rodzi się w grudniu lub styczniu. Po urodzeniu młode ważą od 450-900 g. i są wielkości szczura. Rodzą się bez sierści, ślepe i głuche. Kiedy po raz pierwszy wychodzą z legowiska na przełomie maja i kwietnia, są już wielkości kota. Legowisko jest miejscem zaskakująco ciepłym (ok. 15 °C).

#### Statystyki

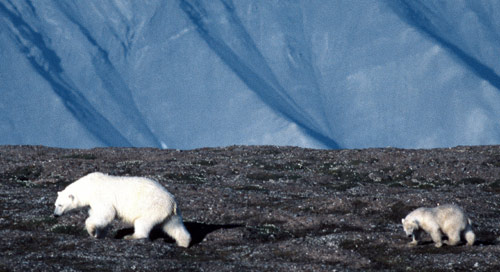
Matka z młodym przy Svalbard

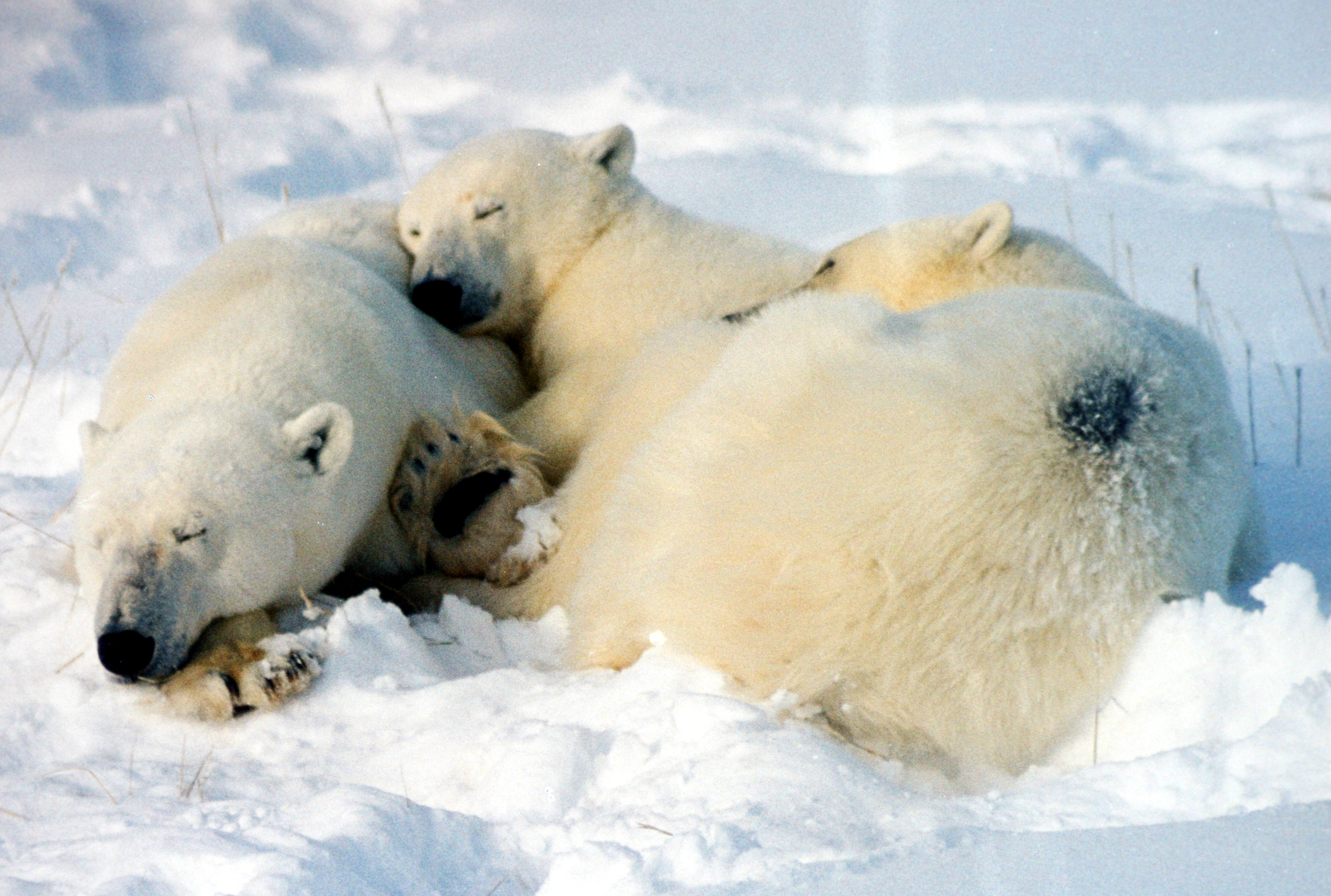
Matka i młode w Churchill, Kanada.

W badaniach przeprowadzonych w 2004 przez National Geographic nie stwierdzono żadnego przypadku urodzenia trojaczków, co było typowym przypadkiem w latach ’70, oraz tylko jeden przypadek na dwadzieścia karmienia piersią młodego niedźwiadka w osiemnastym miesiącu życia, w porównaniu do połowy młodych karmionych piersią trzy dziesięciolecia wcześniej.
United States Geological Survey zanotowało na Alasce, że obecnie zaledwie 42 procent młodych osiąga wiek 12 miesięcy, podczas gdy 15 lat temu udawało się to 65 procent młodych.
USGS opublikowało również raport o tym że odsetek niedźwiedzi mających legowiska na lodzie morskim spadł z 62% w latach 1985-1994, do 37% w latach 1998-2004. Jest to prawdopodobnie spowodowane zmniejszającą się pokrywą lodową.

## Poziom zagrożenia
Chociaż niektóre lokalne populacje niedźwiedzi polarnych kurczą się, to ich całkowita globalna liczba wzrasta.  Pomiędzy 1970 i 2007 liczebność populacji niedźwiedzi polarnych zwiększyła się z 5000 do 25 000 osobników.  Na zachodnim wybrzeżu Zatoki Hudsona w Kanadzie np. w 1987 liczba oszacowanej populacji wynosiła 1200, ale w 2007 liczba ta zmalała do 950 osobników.

Pierwszy niedźwiedź polarny zastrzelony przez członka wyprawy balonowej S. A. Andréego w 1897

W lutym 2005 ekologiczna grupa Center for Biological Diversity, przy poparciu amerykańskiego senatora Joe Lieberman wniosła petycję do United States Fish and Wildlife Service (FWS), stanowiącego część Departamentu Zasobów Wewnętrznych o zastosowanie Endangered Species Act i wpisanie niedźwiedzia jako gatunku narażonego na wyginięcie.
Zgodnie z prawem Stanów Zjednoczonych FWS było zobowiązane odpowiedzieć na petycję w ciągu 90 dni, ale w październiku 2005 wobec braku odpowiedzi Center for Biological Diversity zagroziło pozwaniem rządu Stanów Zjednoczonych. 14 grudnia 2006 wraz z Greenpeace i Natural Resources Defense Council wniosło sprawę sądową w stanie Kalifornia.
27 grudnia 2006 Departament Zasobów Wewnętrznych USA w porozumieniu z trzema stronami zaproponował wpisanie niedźwiedzi polarnych na listę gatunków zagrożonych. To pierwsza zmiana tego typu przypisana globalnemu ociepleniu; doprowadzenie jej do końca może zająć rok. Natural Resources Defense Council twierdzi, że chociaż jest to „duży krok naprzód”, propozycji nie należy utożsamiać z ociepleniem klimatu jako powodu wzrastających w Arktyce temperatur i zanikania lodów morskich.
IUCN nadała niedźwiedziom polarnym status gatunku narażonego na wyginięcie w maju 2006.
Problemem są polowania na niedźwiedzie polarne, które stały się w ostatnim czasie bardzo modne wśród zainteresowanych tzw. ekstremalnym łowiectwem. Potencjalnych chętnych nie odstrasza cena ustalona przez organizatorów, którzy życzą sobie za „wyprawę na niedźwiedzia” od 35 tys. dolarów wzwyż.

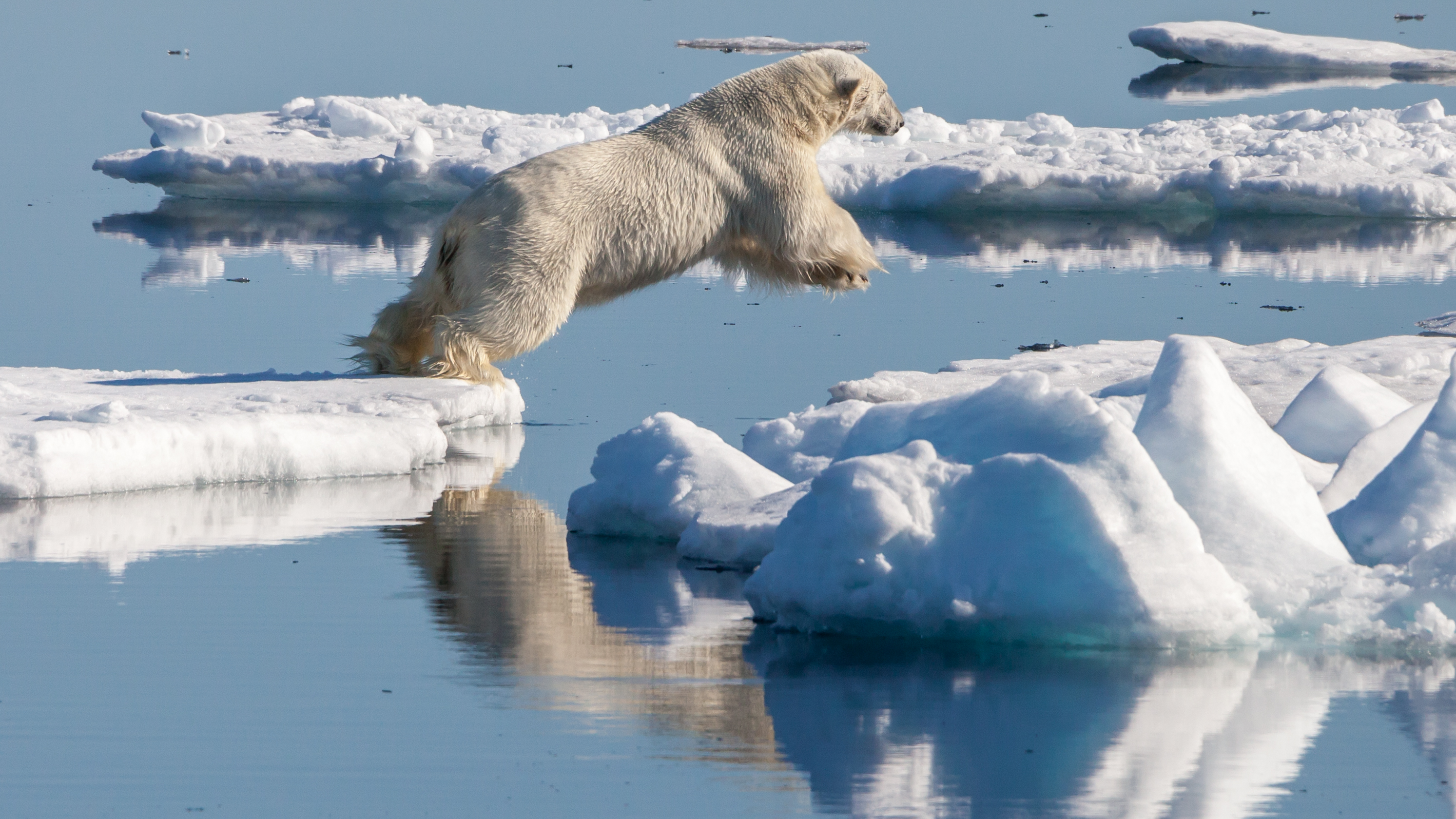
Polowanie na fokowąsa brodatego

## Status w związku z ochroną przyrody
Drastyczne zmiany zachodzące w naturalnym środowisku niedźwiedzi, które dosłownie się topi z powodu globalnego ocieplenia – zostały uznane za najważniejsze i bezpośrednie przyczyny zagrożenia tych zwierząt. United States Geological Survey, na przykład w listopadzie 2006, oświadczyło, że zanikanie lodu morskiego w części Morza Beauforta prowadzi do wyższej śmiertelności polarnych niedźwiedzi.
Harvard University Gazette napisała:
- Badanie niedźwiedzi polarnych w 1999 w Zatoce Hudsona wykazało, że wzrastające temperatury rozpuszczają dryfujący lód, z którego niedźwiedzie polują i który niesie je tygodniami wzdłuż brzegów zanim złapią dość jedzenia, aby przetrwać sen zimowy[47].

Z raportu BBC:
- Zmiana klimatu grozi niedźwiedziom polarnym śmiercią głodową przez skracanie ich sezonu łowieckiego, jak wynika z badań przeprowadzonych przez naukowców z Canadian Wildlife Service[48].

Istnieją jeszcze obawy, że oprócz problemów wynikających z czynników naturalnych niedźwiedzie mogą stanąć przed problemem wynikającym z zanieczyszczenia środowiska. Zanotowano zmniejszenie przeżywalności młodych niedźwiedzi w związku z PCB oraz wpływ organicznych związków chloru na układ hormonalny i układ odpornościowy z niższym poziomem immunoglobuliny G. Szybko koncentrujące się w tłuszczu lipofilne PCB są uważane za poważne zagrożenie dla ssaków morskich i ich pożywienia. Te i pokrewne związki są znane z wywoływania u ssaków (wliczając w to ludzi) takich objawów jak poronienia, porody martwe, zaburzenia menstruacyjne, słabszy wzrost i przeżywalność młodych, karcynogeneza, immunotoksyczność, i nawet pełna śmiertelność. Inne klasy z halogenków organicznych zostały znalezione u niedźwiedzi polarnych, takie jak PCDD, PCDF, TCPMe i TCPMeOH. Hermafrodytyczne niedźwiedzie polarne zostały zauważone w mniej skażonych obszarach. Podczas gdy jedne kraje ograniczają stosowanie jakiejś z tych substancji, w innych są wciąż produkowane, niszcząc całą planetę wliczając w to niegdyś nieskazitelny obszar arktyczny. Nawet po całkowitym zaprzestaniu wykorzystywania tych substancji chemicznych skutki ich działania będzie jeszcze przez jakiś czas gromadzony w łańcuchach pokarmowych, ssaków morskich i ludzi.
Niedźwiedzie mają czasami problemy z różnymi chorobami skórnymi jak atopowe zapalenie skóry spowodowany czasami przez roztocze albo inne pasożyty. Niedźwiedzie szczególnie łatwo ulegają zarażeniom włośniem krętym, którym zarażają się przez zjedzenie zarażonych fok. Czasami obserwowano zatrucia ciężkimi metalami oraz glikolem etylenowym (płyn przeciw zamarzaniu). Niedźwiedzie narażone na działanie ropy i produktów naftowych tracą izolujące właściwości ich futra, co wymusza drastyczne zwiększenie przemiany materii, aby utrzymać swoją temperaturę ciała w wymagającym środowisku. Stwierdzono przypadki bakteryjnej leptospirozy, wścieklizny i zarażenie wirusem z rodzaju morbillivirus. Efektem działania zanieczyszczeń chemicznych na układ immunologiczny niedźwiedzi może być zmniejszanie ich umiejętności radzenia sobie z napotykanymi naturalnymi zagrożeniami w sytuacji, gdy w tak wyzywającym siedlisku nawet drobne słabości mogą prowadzić do poważnych problemów i szybkiej śmierci.

## Rozrywka i handel
Niedźwiedzie polarne stały się zarówno kontrowersyjne, jak i słynne – z powodu charakterystycznego białego futra i siedliska. Przedsiębiorstwa takie jak Coca-Cola, Polar Beverages, Nelvana, Bundaberg Rum i Good Humor-Breyers użyły ich wizerunku w swoich logach. Pierwsze z nich przedstawiło niedźwiedzie jako dobrze bytujące blisko pingwinów, chociaż zwierzęta te w naturze żyją na przeciwnych półkulach. Kanadyjska dwudolarówka jest ozdobiona wizerunkiem niedźwiedzia. Panserbjørne z trylogii fantasy Mroczne materie są niedźwiedziami polarnymi z inteligencją na poziomie człowieka. Serial telewizyjny Zagubieni zamieścił niedźwiedzie polarne na tajemniczej tropikalnej wyspie, gdzie są przedstawione jako przerażające bestie.
Wybrany jako maskotka Zimowych Igrzysk 1988 w Calgary, Kanada.

## Dzień Niedźwiedzia Polarnego
Co roku, 27 lutego, ma miejsce Międzynarodowy Dzień Niedźwiedzia Polarnego. Jednym z jego elementów jest akcja redukcji emisji dwutlenku węgla poprzez ograniczenie ogrzewania i/lub klimatyzacji w swym domu (tzw. Thermostat Challenge) o 3-4 stopnie Celsjusza oraz wolniejszą jazdę samochodem. Inicjatorem tego święta jest organizacja Polar Bears International.

## Galeria

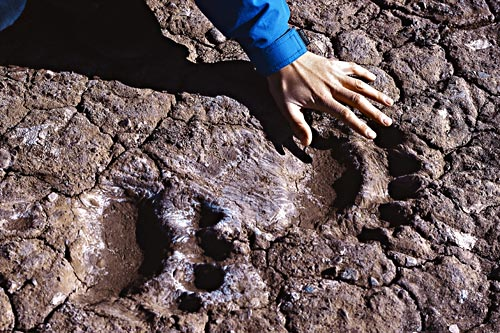
Ślady w Svalbard
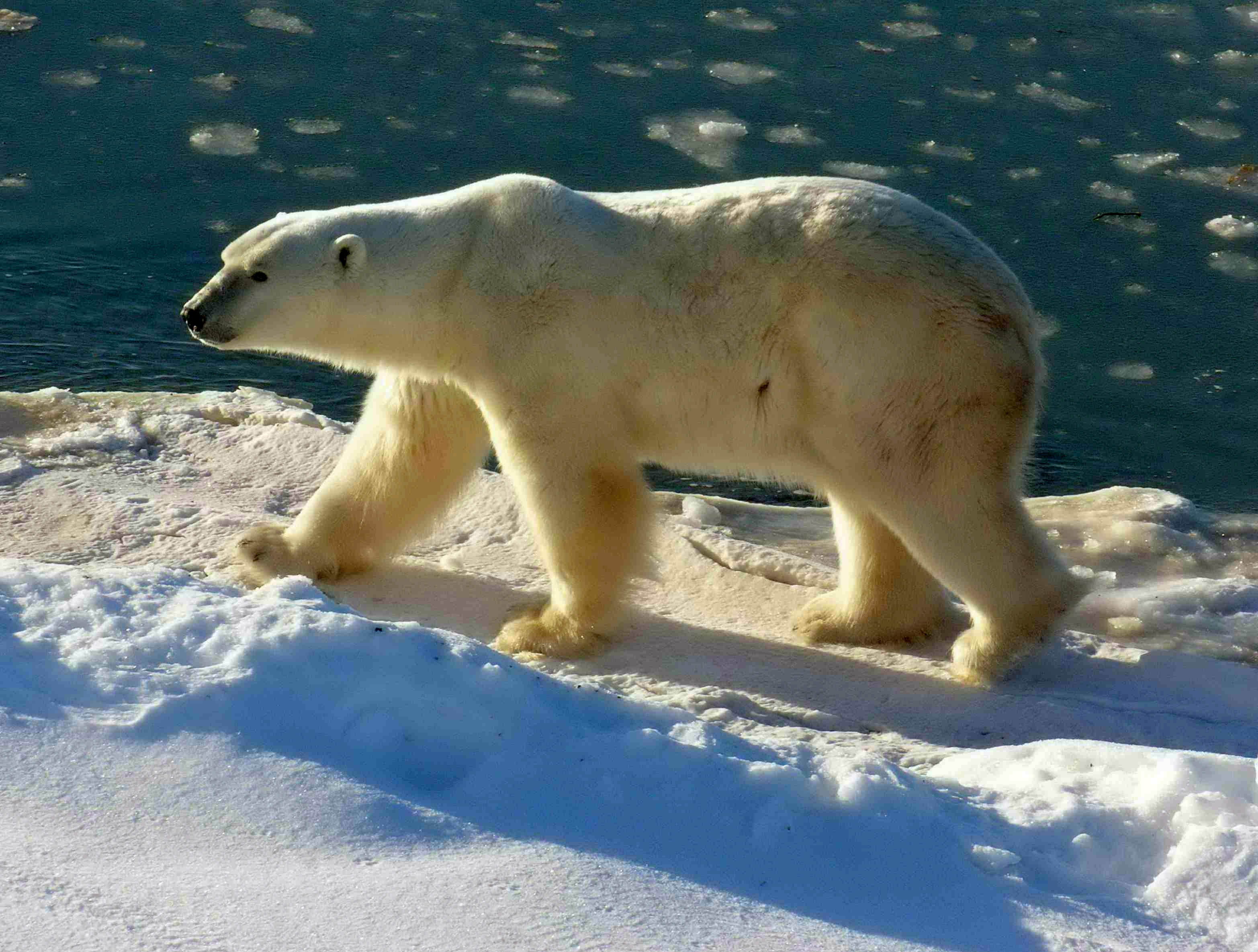
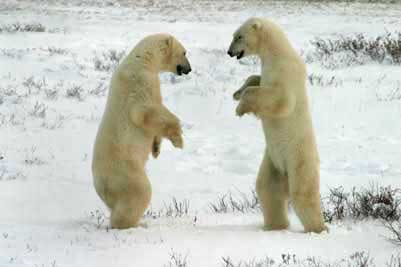
Zapasy niedźwiedzi polarnych
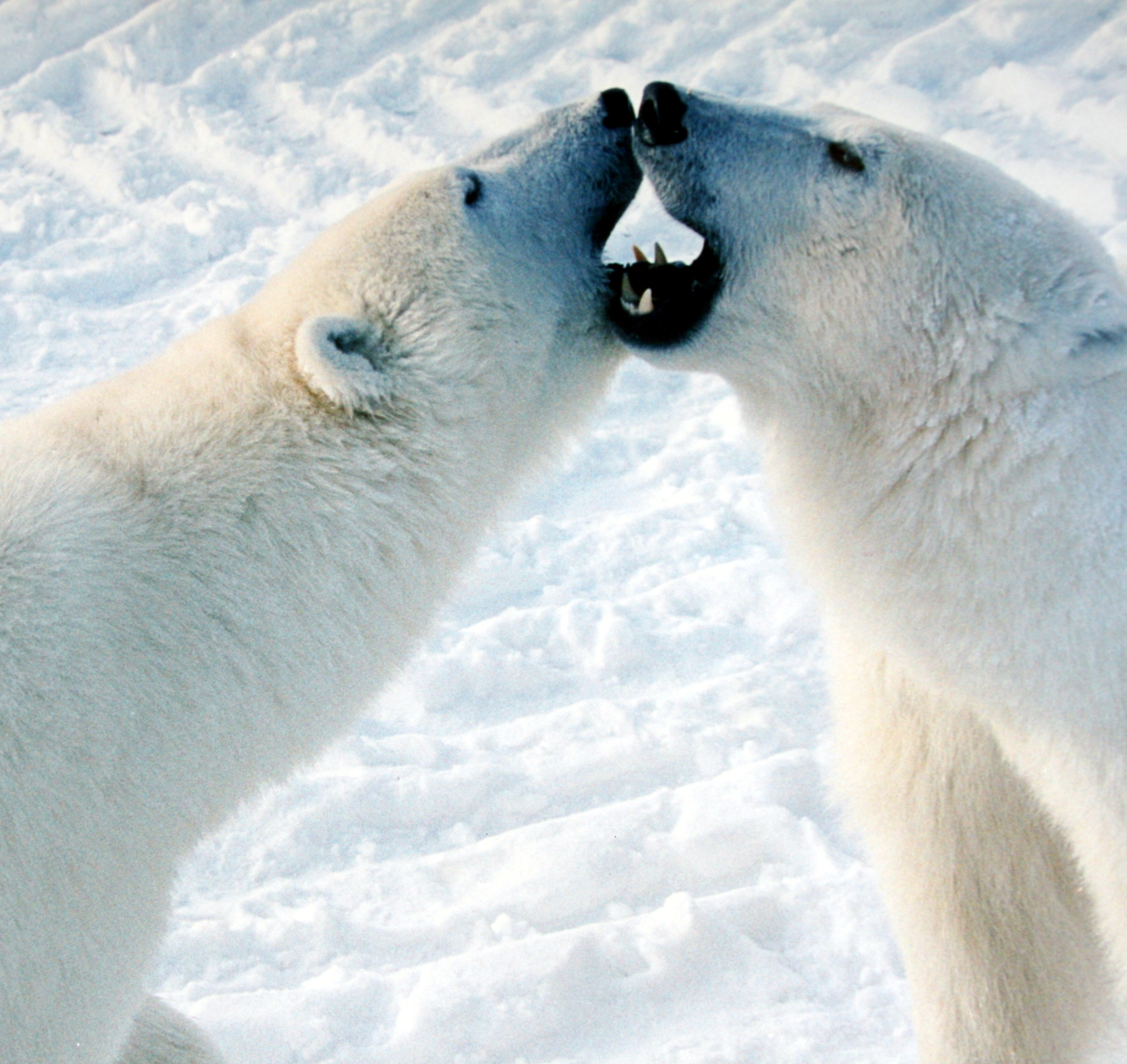
Walka pomiędzy samcami
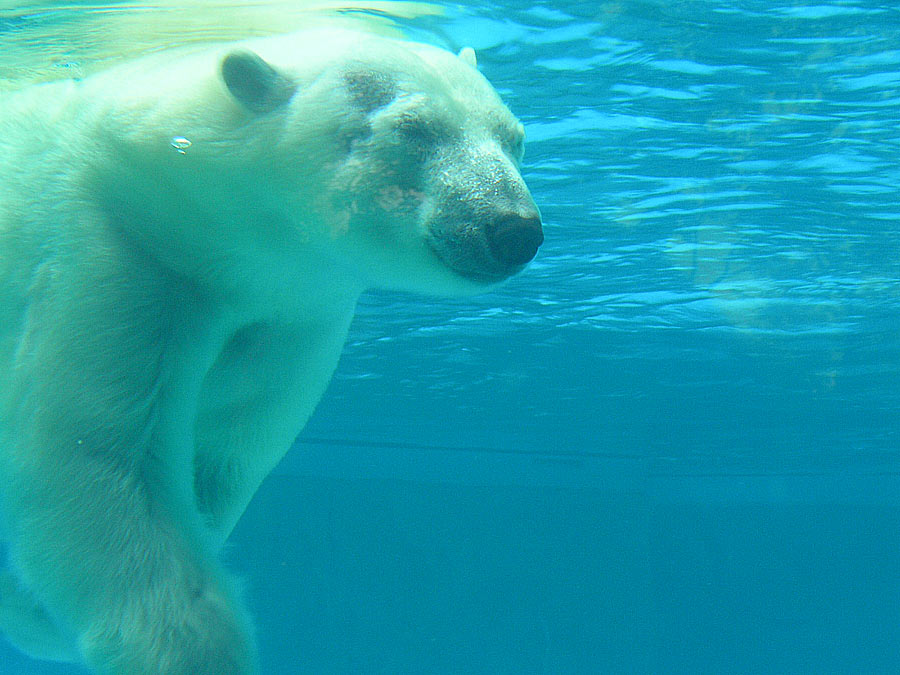
Niedźwiedź polarny pod wodą
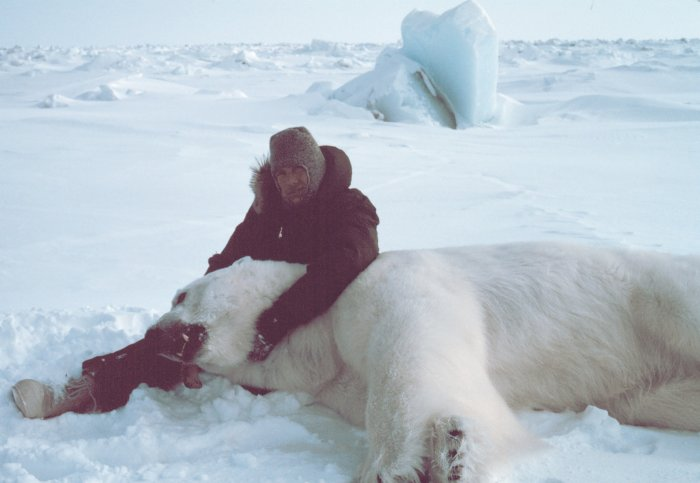
Niedźwiedź pod wpływem środka nasennego
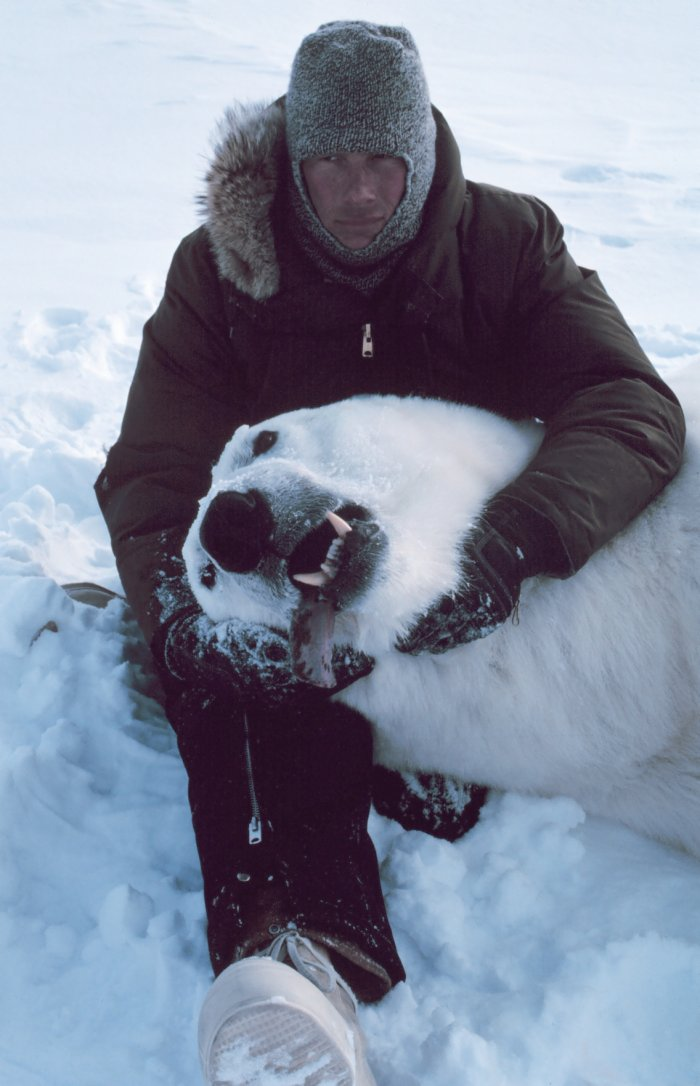
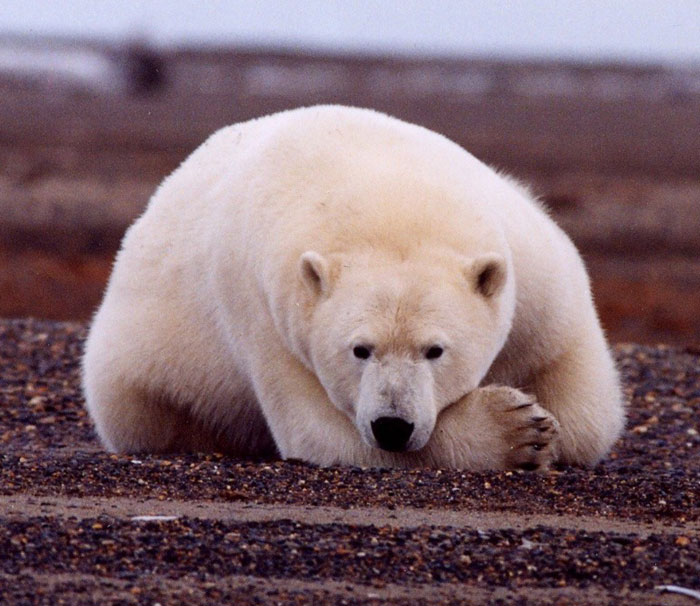
Leżący
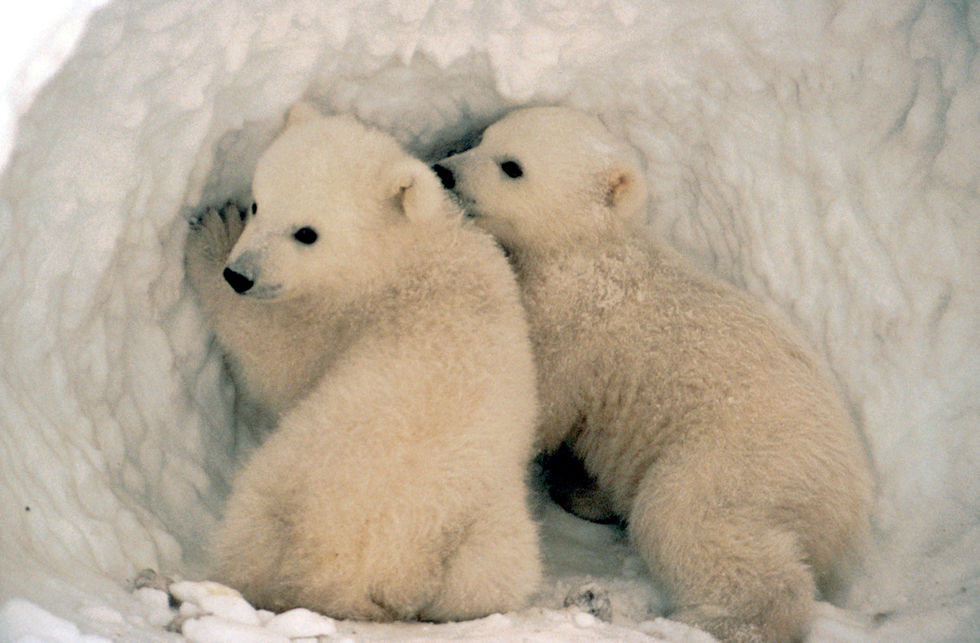
Młode
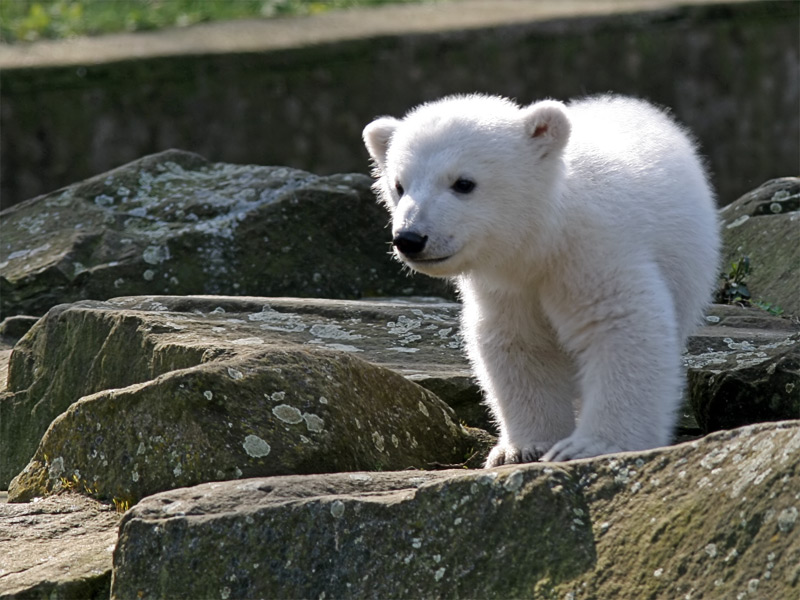
Mały Knut